# An-Naba
An-Naba (La Notizia) è la settantottesima Sura del Corano, una sura meccana composta da 40 versetti. Essa tratta principalmente del Giorno del Giudizio, presentandolo come una realtà imminente e invitando gli ascoltatori a riflettere sulle loro azioni e sul loro destino eterno.

## Contenuto

### L'Annuncio della Notizia
Versetti 1-5: L'apertura della sura presenta l'annuncio della "grande notizia" del Giorno del Giudizio e la sua imminenza.

### La Negazione dei Miscredenti
Versetti 6-16: Gli increduli sono descritti nel loro disprezzo verso la rivelazione divina e nella loro negazione del Giorno del Giudizio. Viene ammonito loro riguardo alla punizione che li attende per la loro incredulità.

### La Ricompensa per i Giusti
Versetti 17-26: Viene descritta la ricompensa per i giusti nel Giorno del Giudizio, quando godranno dei piaceri e delle benedizioni del Paradiso.

### L'Evidenza della Creazione
Versetti 27-33: Viene esposta l'evidenza della creazione e della saggezza divina nella disposizione del cielo, della terra e della vita umana.

### L'Avvertimento Finale
Versetti 34-40: La sura si conclude con un avvertimento finale agli increduli riguardo alla punizione che li attende e una conferma della verità del messaggio profetico.

## Analisi
La Sura An-Naba è importante perché invita gli ascoltatori a riflettere sul Giorno del Giudizio come una realtà imminente che richiede preparazione spirituale e comportamentale. Essa ammonisce gli increduli riguardo alla punizione che li attende per la loro negligenza nei confronti della verità divina e conforta i giusti con la promessa di ricompensa nel Paradiso. Inoltre, essa esorta gli ascoltatori a riflettere sull'evidenza della creazione e della saggezza divina nel mondo naturale, invitandoli a riconoscere la grandezza e la misericordia di Allah. La sura è quindi significativa per la sua testimonianza della giustizia divina e della responsabilità umana di fronte alla vita dopo la morte.